# Демидівка (зупинний пункт)
Деми́дівка (колишній Блокпост 253 км) — пасажирський залізничний зупинний пункт Жмеринської дирекції Південно-Західної залізниці на електрифікованій лінії Козятин I — Жмеринка між станціями Гнівань (8 км) та Браїлів (7 км). Розташований у Жмеринському районі Вінницької області. Поблизу зупинного пункту знаходяться декілька сіл та ліс, куди влітку чимало вінничан їздять по гриби.

## Історія
Відкритий у 1951 році як Блокпост 253 км. Згодом набув статусу зупинного пункту Демидівка.

## Пасажирське сполучення
На платформі Демидівка зупиняться приміські поїзди сполученням Козятин — Жмеринка.